# Santana de Pirapama
Santana de Pirapama é um município brasileiro do estado de Minas Gerais. Sua população recenseada em 2022 era de 7 030 habitantes.